# Vô Trụ Đạo Hiểu
Vô Trụ Đạo Hiểu (zh. 無住道曉, ja. mujū dōkyō), 1226-1313; còn được gọi là Nhất Viên (ja. ichien), là một vị Thiền sư Nhật Bản dòng Lâm Tế, môn đệ của Thiền sư Viên Nhĩ Biện Viên. Sư diêu du khắp nước Nhật và tham vấn nhiều Thiền sư. Sư có một tác phẩm rất hay, được gọi là Sa thạch tập (zh. 沙石集, ja. shasekishū, được dịch ra Việt ngữ với tên Góp nhặt cát đá). Tác phẩm này là một bản sưu tầm những ngụ ngôn, lời dạy của các chư Phật, Tổ và những Thiền sư, rất được ưa chuộng trong giới thiền.